# Mia Smiles
Mia Smiles (Corea del Sur; 21 de septiembre de 1977) es una actriz pornográfica surcoreana.
Smiles viene de una gran familia (tres hermanos, tres hermanas y dos padrastros), lo que quiere decir que fue adoptada de muy pequeña.
Smiles comenzó a hacer películas hardcore en 1996 a los 19 años.
Debido a su estilizada usualmente hace películas de una joven asiática antes de sus implantes de senos. Ha recibido varias "menciones honorarias" por algunas de sus performances.
Smiles tiene una relación con el también actor porno Chris Cannon.

## Premios
- 2007 Premio AVN por Mejor Escena de Sexo Grupal – FUCK (con Carmen Hart, Katsumi, Kirsten Price, Eric Masterson, Chris Cannon, Tommy Gunn y Randy Spears)[2]